# Laqueus blanfordi
Laqueus blanfordi är en armfotingsart som först beskrevs av Dunker 1882.  Laqueus blanfordi ingår i släktet Laqueus och familjen Laqueidae. Inga underarter finns listade i Catalogue of Life.